# Live in London (album Testament)
Live in London – album koncertowy amerykańskiej grupy muzycznej Testament.

## Lista utworów
Opracowano na podstawie materiału źródłowego.
| Nr  | Tytuł utworu               | Długość |
| --- | -------------------------- | ------- |
| 1.  | „The Preacher”             | 4:37    |
| 2.  | „The New Order”            | 4:33    |
| 3.  | „The Haunting”             | 4:34    |
| 4.  | „Electric Crown”           | 5:36    |
| 5.  | „Sins of Omission”         | 5:58    |
| 6.  | „Souls of Black”           | 3:46    |
| 7.  | „Into the Pit”             | 3:30    |
| 8.  | „Trial by Fire”            | 5:37    |
| 9.  | „Practice What You Preach” | 5:31    |
| 10. | „Let Go of My World”       | 4:08    |
| 11. | „The Legacy”               | 5:34    |
| 12. | „Over the Wall”            | 5:16    |
| 13. | „Raging Waters”            | 4:49    |
| 14. | „Disciples of the Watch”   | 7:34    |
|     |                            | 1:11:03 |

## Twórcy
- Chuck Billy – śpiew
- Alex Skolnick – gitara elektryczna
- Eric Peterson – gitara elektryczna
- Greg Christian – gitara basowa
- Louie Clemente – perkusja
- John Tempesta – perkusja
- Andy Sneap – miksowanie